# اوشه

اوشه خدای طلوع 

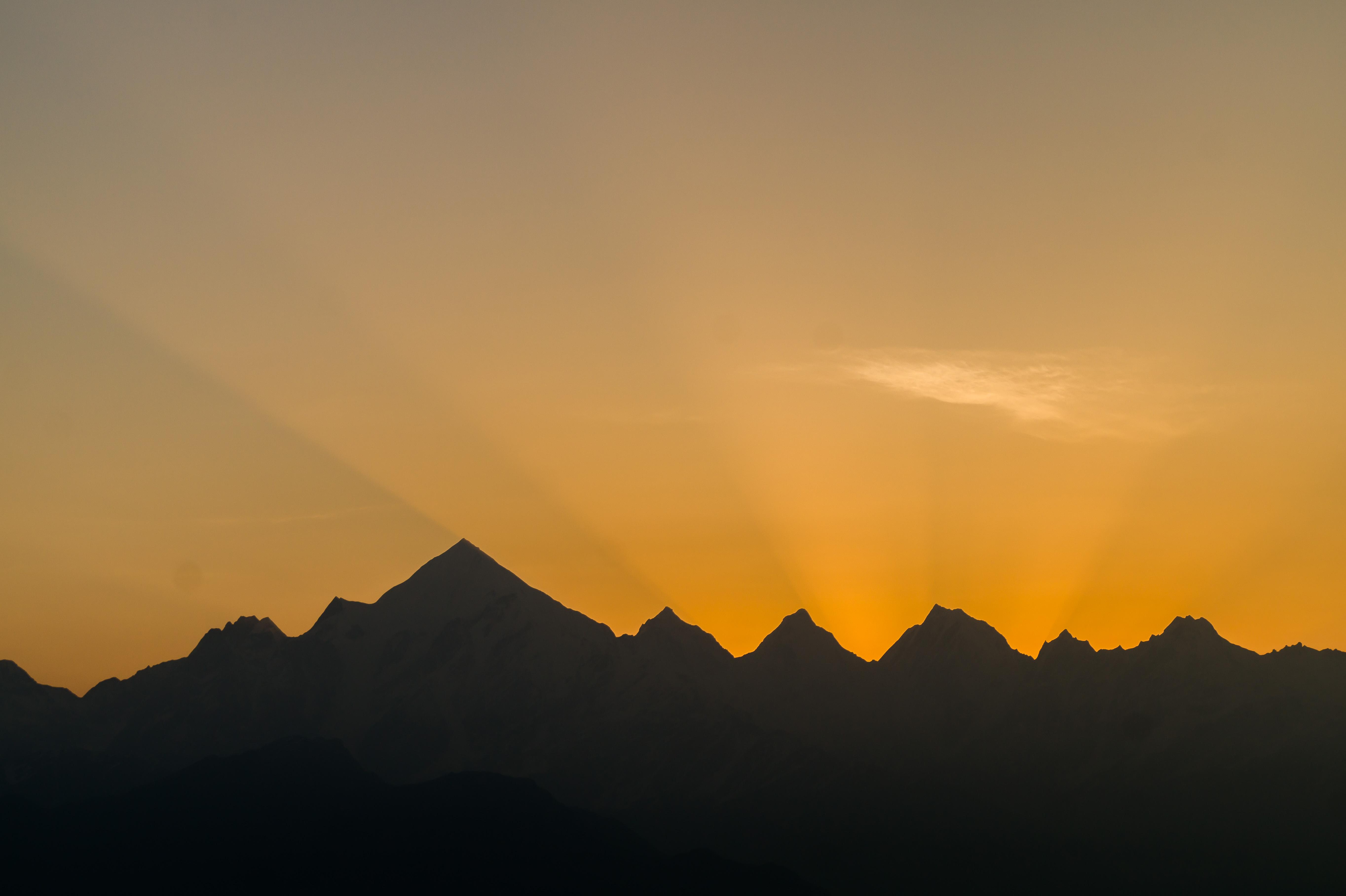
Ushas شخصیت ودایی طلوع آفتاب است. بالا: طلوع آفتاب در کوههای Panchchuli ، اوتاراخند ، هند

اوشه الگو:Hinduism Ushas (Vedic Sanskrit: उषस् / uṣás اوشاس (سانسکریت ودایی: उषस् / uṣás) یک الهه ودایی سپیده دم در آیین هندو است.دیوید کینسلی اظهار داشت ، او بارها و بارها در سرودهای Rigvedic ظاهر می شود ، جایی که او "دائماً با طلوع فجر شناخته می شود ، خود را با آمدن روزانه نور به جهان نشان می دهد ، تاریکی ظالمانه را دور می کند ، بدرقه شیاطین را می برد ، تمام زندگی را برمی انگیزد ، همه چیز را تنظیم می کند در حال حرکت ، فرستادن همه برای انجام وظایف خود ".  او زندگی همه موجودات زنده است ، پروانه عمل و نفس ، دشمن هرج و مرج و سردرگمی ، برانگیخته فرخنده نظم کیهانی و اخلاقی به نام Ṛta در هندوئیسم.
Ushas عالی ترین الهه در Rig Veda است ، اما به اندازه سه خدای ودایی مرد Agni ، Soma و Indra مهم و مهم نیست. او با دیگر خدایان بزرگ مرد ودایی هم تراز است. او به عنوان یک زن جوان به زیبایی آراسته شده است که سوار بر ارابه طلایی یا صد ارابه ، توسط اسبهای قرمز طلایی یا گاوها کشیده شده است، در مسیر خود از آسمان ، و جای خود را به خدای خورشید ودیایی سوریا می دهد ، به عنوان شوهر یا پسرش. برخی از زیباترین سرودهای وداها به او اختصاص یافته است. خواهرش راتری یا همان شب است.
بن‌مایه‌ها